# Campeonato Mundial de Halterofilismo de 2019 - Até 109 kg masculino
A categoria até 109 kg masculino foi um evento do Campeonato Mundial de Halterofilismo de 2019, disputado no Centro Nacional de Treinamento Esportivo Oriental, em Pattaya, na Tailândia, entre 25 e 26 de setembro de 2019. 

## Calendário
Horário local (UTC+7)
| Dia            | Horário | Fase    |
| -------------- | ------- | ------- |
| 25 de setembro | 22:30   | Grupo C |
| 26 de setembro | 14:25   | Grupo B |
| 26 de setembro | 17:55   | Grupo A |

## Medalhistas
| Evento    | Ouro                    | Ouro   | Prata                | Prata  | Bronze               | Bronze |
| --------- | ----------------------- | ------ | -------------------- | ------ | -------------------- | ------ |
| Arranque  | Simon Martirosyan (ARM) | 199 kg | Andrei Aramnau (BLR) | 198 kg | Yang Zhe (CHN)       | 197 kg |
| Arremesso | Simon Martirosyan (ARM) | 230 kg | Akbar Djuraev (UZB)  | 229 kg | Andrei Aramnau (BLR) | 228 kg |
| Total     | Simon Martirosyan (ARM) | 429 kg | Andrei Aramnau (BLR) | 426 kg | Yang Zhe (CHN)       | 420 kg |

## Recordes
Antes desta competição, o recorde mundial da prova era o seguinte:
| Recorde         | Tipo      | Atleta                  | Peso   | Local    | Data                  |
| Recorde Mundial | Arranque  | Padrão mundial          | 196 kg |          | 1 de novembro de 2018 |
| Recorde Mundial | Arremesso | Simon Martirosyan (ARM) | 240 kg | Asgabade | 9 de novembro de 2018 |
| Recorde Mundial | Total     | Simon Martirosyan (ARM) | 435 kg | Asgabade | 9 de novembro de 2018 |

Os seguintes novos recordes foram estabelecidos durante esta competição.
| Arranque | 197 kg | Yang Zhe (CHN)          | Recorde mundial |
| Arranque | 198 kg | Andrei Aramnau (BLR)    | Recorde mundial |
| Arranque | 199 kg | Simon Martirosyan (ARM) | Recorde mundial |

## Resultado
Os resultados foram os seguintes. 
| Pos.              | Atleta                    | Grupo | Arranque (kg) | Arranque (kg) | Arranque (kg) | Arranque (kg)     | Arremesso (kg) | Arremesso (kg) | Arremesso (kg) | Arremesso (kg)    | Total |
| Pos.              | Atleta                    | Grupo | 1             | 2             | 3             | Resultado         | 1              | 2              | 3              | Resultado         | Total |
| ----------------- | ------------------------- | ----- | ------------- | ------------- | ------------- | ----------------- | -------------- | -------------- | -------------- | ----------------- | ----- |
| Medalha de ouro   | Simon Martirosyan (ARM)   | A     | 190           | 195           | 199           | Medalha de ouro   | 230            | 241            | —              | Medalha de ouro   | 429   |
| Medalha de prata  | Andrei Aramnau (BLR)      | A     | 188           | 193           | 198           | Medalha de prata  | 220            | 225            | 228            | Medalha de bronze | 426   |
| Medalha de bronze | Yang Zhe (CHN)            | A     | 187           | 192           | 197           | Medalha de bronze | 217            | 223            | 227            | 5                 | 420   |
| 4                 | Akbar Djuraev (UZB)       | A     | 183           | 184           | 188           | 6                 | 221            | 226            | 229            | Medalha de prata  | 417   |
| 5                 | Rodion Bochkov (RUS)      | A     | 184           | 189           | 192           | 4                 | 215            | 221            | 225            | 4                 | 414   |
| 6                 | Timur Naniev (RUS)        | A     | 180           | 185           | 189           | 5                 | 220            | 224            | 224            | 9                 | 409   |
| 7                 | Ali Hashemi (IRI)         | A     | 177           | 182           | 182           | 9                 | 218            | 226            | —              | 13                | 395   |
| 8                 | Arkadiusz Michalski (POL) | A     | 173           | 177           | 178           | 14                | 221            | 224            | 225            | 6                 | 394   |
| 9                 | Artūrs Plēsnieks (LAT)    | A     | 173           | 178           | 180           | 15                | 215            | 221            | 226            | 7                 | 394   |
| 10                | Ryunosuke Mochida (JPN)   | B     | 165           | 170           | 174           | 12                | 210            | 219            | 223            | 10                | 393   |
| 11                | Seo Hui-yeop (KOR)        | B     | 170           | 170           | 175           | 19                | 215            | 219            | 219            | 11                | 389   |
| 12                | Jeong Ki-sam (KOR)        | B     | 174           | 178           | 181           | 8                 | 210            | 214            | 214            | 16                | 388   |
| 13                | Marcos Ruiz (ESP)         | B     | 173           | 178           | 178           | 13                | 205            | 211            | 215            | 14                | 388   |
| 14                | Wesley Kitts (USA)        | B     | 170           | 175           | 177           | 18                | 211            | 218            | 225            | 12                | 388   |
| 15                | Hiroaki Shiraishi (JPN)   | B     | 165           | 170           | 171           | 21                | 201            | 211            | 220            | 8                 | 385   |
| 16                | Sargis Martirosjan (AUT)  | B     | 175           | 180           | 182           | 10                | 203            | 208            | 208            | 18                | 383   |
| 17                | Roman Zaitsev (UKR)       | B     | 170           | 174           | 174           | 17                | 207            | 212            | 220            | 15                | 382   |
| 18                | Jesús González (VEN)      | B     | 171           | 171           | 171           | 16                | 210            | 210            | 217            | 17                | 381   |
| 19                | Ibragim Bersanov (KAZ)    | B     | 175           | 175           | 175           | 11                | 201            | 205            | 205            | 19                | 380   |
| 20                | Jorge Arroyo (ECU)        | C     | 175           | 175           | 181           | 7                 | 190            | 195            | 195            | 23                | 376   |
| 21                | Öwez Öwezow (TKM)         | B     | 165           | 165           | 173           | 22                | 203            | 210            | 210            | 20                | 368   |
| 22                | Arnas Šidiškis (LTU)      | C     | 156           | 161           | 165           | 20                | 190            | 195            | 200            | 22                | 360   |
| 23                | Owen Boxall (GBR)         | C     | 153           | 157           | 161           | 23                | 187            | 193            | 200            | 24                | 350   |
| 24                | Hannes Keskitalo (FIN)    | C     | 145           | 150           | 150           | 27                | 188            | 191            | 196            | 21                | 341   |
| 25                | Patrik Krywult (CZE)      | C     | 151           | 155           | 160           | 24                | 180            | 180            | 187            | 28                | 335   |
| 26                | Ryan Meidl (CAN)          | C     | 150           | 150           | 150           | 26                | 185            | 185            | 191            | 25                | 335   |
| 27                | Sean Rigsby (IRL)         | C     | 135           | 140           | 140           | 30                | 180            | 184            | 187            | 26                | 324   |
| 28                | Richard Davidson (CAN)    | C     | 140           | 145           | 146           | 29                | 182            | 187            | 190            | 27                | 322   |
| —                 | Ondrej Kružel (SVK)       | C     | 150           | 155           | 155           | 25                | 185            | —              | —              | —                 | —     |
| —                 | Sio Pomelile (TGA)        | C     | 140           | 144           | 147           | 28                | 180            | 180            | 182            | —                 | —     |
| —                 | Vasil Gospodinov (BUL)    | A     | 174           | 174           | 174           | —                 | —              | —              | —              | —                 | —     |
| —                 | Salwan Jassim (IRQ)       | A     | 182           | —             | —             | —                 | —              | —              | —              | —                 | —     |